# Sveinatungumúli
Sveinatungumúli är en kulle i republiken Island. Den ligger i regionen Västlandet, 90 km norr om huvudstaden Reykjavík. Toppen på Sveinatungumúli är 316 meter över havet, eller 86 meter över den omgivande terrängen. Bredden vid basen är 2,2 km.
Trakten runt Sveinatungumúli är nära nog obefolkad, med mindre än två invånare per kvadratkilometer. Det finns inga samhällen i närheten. Trakten runt Sveinatungumúli består i huvudsak av gräsmarker.